# 福建小鰾鮈
福建小鰾鮈（学名：Microphysogobio fukiensis）为輻鰭魚綱鯉形目鲤科小鰾鮈屬的鱼类，是中国的特有物种。分布于珠江水系的除西江外、浙闽水系的闽江、钱塘江、曹娥江等及长江均有分布等，體長可達7.8公分。该物种的模式产地在福建。

## 扩展阅读
維基物種上的相關：福建小鰾鮈